# Tipula famula
Tipula famula är en tvåvingeart som beskrevs av Alexander 1935. Tipula famula ingår i släktet Tipula och familjen storharkrankar. Inga underarter finns listade i Catalogue of Life.